# فهرست دانشگاه‌های ایروان
این لیستی از دانشگاه‌های ایروان پایتخت ارمنستان است.

## دانشگاه‌های دولتی
تا سال ۲۰۲۲، ایروان دارای ۲۳ دانشگاه دولتی است:
- دانشگاه دولتی ایروان (۱۹۱۹)
- دانشگاه ملی معماری و شهرسازی ارمنستان (۱۹۲۱)
- دانشگاه پزشکی  دولتی ایروان (۱۹۲۲)
- دانشگاه دولتی آموزشی ارمنستان به نام خاچاطور ابوویان (۱۹۲۲)
- کنسرواتوار دولتی کومیتاس ایروان (۱۹۲۳)
- دانشگاه ملی کشاورزی ارمنستان (۱۹۳۰)
- دانشگاه ملی پلی تکنیک ارمنستان (۱۹۳۳)
- دانشگاه دولتی زبان‌ها و علوم اجتماعی بروسوف ایروان (۱۹۳۵)
- موسسه دولتی سینما و تئاتر ایروان (۱۹۴۴)
- موسسه دولتی فرهنگ سلامت و ورزش پرورش اندام ارمنستان (۱۹۴۵)
- آکادمی دولتی هنرهای زیبای ایروان (۱۹۴۶)
- دانشگاه دولتی اقتصاد ارمنستان (۱۹۷۵)
- دانشگاه آمریکایی ارمنستان (۱۹۹۱)
- فرهنگستان دولتی مدیریت بحران (۱۹۹۲)
- دانشگاه هوانوردی نظامی مارشال آرمناک خانپریانتس (۱۹۹۲)
- آکادمی مدیریت دولتی ارمنستان (۱۹۹۴)
- دانشگاه نظامی وازگن سرکیسیان (۱۹۹۴)
- دانشگاه فرانسوی ارمنستان (۱۹۹۵)
- فرهنگستان ملی علوم ارمنستان (تحصیلات تکمیلی) (۱۹۹۷)
- دانشگاه روسی-ارمنی (۱۹۹۷)
- دانشگاه اروپایی ارمنستان (تحصیلات تکمیلی) (۲۰۰۱)
- دانشگاه تحقیقات دفاع ملی (۲۰۰۵)
- آکادمی مجتمع آموزشی پلیس ارمنستان (۲۰۱۱)

## شعبه‌های دانشگاه‌های دولتی خارجی
تا سال ۲۰۱۸، ایروان دارای ۵ شعبه از دانشگاه‌های دولتی خارجی است:
- دانشگاه اقتصاد پلخانف روسیه، واحد ایروان (۱۹۹۹)
- مرکز علمی-آموزشی دانشگاه ملی اقتصادی ترنوپیل در ایروان (۲۰۰۱)
- دانشگاه دولتی مطالعات گردشگری و خدمات روسیه، واحد ایروان (۲۰۰۱)
- مؤسسه گردشگری ارمنستان، آکادمی بین‌المللی گردشگری روسیه شعبه ایروان (RIAT) (2002)
- دانشگاه دولتی مسکو MV Lomonosov، واحد ایروان (۲۰۱۵)

## خصوصی
تا سال ۲۰۲۰، ایروان دارای ۲۱ دانشگاه خصوصی است:
- دانشگاه گالیک (۱۹۸۹)
- دانشگاه هایبوساک ایروان (۱۹۹۰)
- دانشگاه گلادزور ایروان (۱۹۹۰)
- دانشگاه مسروپ ماشتوتز ایروان (۱۹۹۰)
- آکادمی مالی MFB (۱۹۹۰)
- مؤسسه پزشکی ارمنستان (۱۹۹۰)
- دانشگاه اقتصاد و حقوق آوتیک مکرتچیان (۱۳۶۹)
- دانشگاه روان‌شناسی و جامعه‌شناسی عملی اورارتو (۱۹۹۱)
- دانشگاه طب سنتی (۱۹۹۱)
- دانشگاه روابط اقتصادی بین‌الملل (۱۹۹۱)
- دانشگاه کشاورزی ایروان (۱۹۹۲)
- دانشگاه پزشکی سنت ترزا (۱۹۹۲)
- مؤسسه پزشکی قانونی و روان‌شناسی آزپات-وتران (۱۹۹۲)
- دانشگاه روابط بین‌الملل آنانیا شیرکاتسی (۱۹۹۴)
- آکادمی ملی هنرهای زیبا (۱۹۹۵)
- دانشگاه بین‌المللی اوراسیا (۱۹۹۶)
- دانشگاه شمالی ایروان (۱۹۹۶)
- دانشگاه مدیریت ایروان (۱۹۹۶)
- دانشگاه موسس خورناتسی (۱۹۹۶)
- دانشگاه فرهنگ ایروان (۱۹۹۶)
- مرکز آموزش حسابداری بین‌المللی (تحصیلات تکمیلی) (۱۹۹۸)